# Historique du parcours européen du LOSC Lille
 (octobre 2024).
Si vous disposez d'ouvrages ou d'articles de référence ou si vous connaissez des sites web de qualité traitant du thème abordé ici, merci de compléter l'article en donnant les références utiles à sa vérifiabilité et en les liant à la section « Notes et références ».
 (octobre 2024).
Dernière mise à jour : 5 octobre 2024.
L’histoire du Lille OSC dans les compétitions européennes débute dans les années 1950 par une participation en coupe Latine. Après une participation à la coupe Intertoto dans les années 1960, le club a dû attendre plus de trente ans et une première qualification du club en Ligue des Champions pour retrouver les joies des joutes européennes. 
Cette page présente l'historique complet du parcours européen du LOSC, ainsi que des tableaux synthétiques pour analyser les rencontres et les performances du club sur la scène continentale. 
Depuis sa fondation en 1944, le club nordiste a participé à sept Ligues des champions, dont deux participations aux huitièmes de finale, sept coupes UEFA devenue Ligue Europa, dont trois en étant reversé depuis la Ligue des champions et une à la suite de la victoire en coupe Intertoto, trois coupes Intertoto dont une victorieuse et une Coupe Latine.

## Coupe Latine 1951
La Coupe Latine était une compétition internationale de football qui mettait aux prises en fin de saison les clubs champions d'Espagne, d'Italie, du Portugal et de France.
Le Lille OSC, vice-champion de France de football lors de la saison 1950-1951, prit part à la compétition à la place du Champion de France à la suite du refus l'OGC Nice ayant décliné l'invitation. 
Elle s'est déroulée à Milan et Turin en Italie et s'est terminée le 24 juin 1951 par la finale à San Siro à Milan.
À l'époque, les tirs au but n'étaient pas encore instaurés et malgré des prolongations, le match fut rejoué dès le lendemain.
| Club      | Score   | Club              |
| --------- | ------- | ----------------- |
| Lille OSC | 1 - 1ap | Sporting Portugal |
| Lille OSC | ap6 - 4 | Sporting Portugal |

Tandis que les Lillois ont joué deux matchs avec prolongations en deux jours, l'AC Milan a battu les espagnols de l'Atlético de Madrid en un seul match sans prolongations (4-1). C'est donc dans un grand état de fatigue que les lillois vont affronter les milanais. La victoire milanaise ne fait aucun doute.
| Club     | Score | Club      |
| -------- | ----- | --------- |
| AC Milan | 5 - 0 | Lille OSC |

## Coupe Intertoto 1967
Groupe A3
| Rang | Équipe        | Pts | J | G | N | P | Bp | Bc | Diff |  | Résultats (▼ dom., ► ext.) | LIL |     |     |     |
| ---- | ------------- | --- | - | - | - | - | -- | -- | ---- |  | -------------------------- | --- | --- | --- | --- |
| 1    | Lille OSC     | 8   | 6 | 3 | 2 | 1 | 10 | 6  | +4   |  | Lille OSC                  |     | 0-0 | 0-1 | 2-1 |
| 2    | FC Sion       | 7   | 6 | 3 | 1 | 2 | 10 | 7  | +3   |  | FC Sion                    | 1-3 |     | 5-2 | 3-1 |
| 3    | Beerschot     | 5   | 6 | 1 | 3 | 2 | 6  | 9  | -3   |  | Beerschot                  | 2-2 | 0-1 |     | 1-1 |
| 4    | Groningue VAV | 4   | 6 | 1 | 2 | 3 | 5  | 9  | -4   |  | Groningue VAV              | 1-3 | 1-0 | 0-0 |     |

## Ligue des Champions 2001-2002
50 ans presque jour pour jour après la première participation du club à une coupe européenne, le LOSC mené par Vahid Halilhodžić, grand artisan de la remontée du club en première division la saison précédente, arrache aux dépens de Bordeaux une qualification pour le troisième tour préliminaire de Ligue des Champions 2001-2002 grâce à la troisième place obtenue lors de la saison 2000-2001.
Troisième tour préliminaire

Le LOSC malgré sa qualité technique (Cheyrou) et ses atouts au milieu de terrain et sur les ailes (D'Amico, Cygan et Boutoille entre autres) ne part pas favori contre Parme. Vainqueur de la coupe UEFA, de la coupe d'Italie et de la supercoupe d'Italie en 1999, le club italien compte dans ses rangs le prometteur Cannavaro, Sébastien Frey, le champion du monde Alain Boghossian, Marco Di Vaio et ses 15 buts en Série A la saison passée. 
Le match aller est joué sur le terrain de Parme, devant à peine 15 000 spectateurs. Après une première mi-temps tendue et assez fermée, le score est toujours vierge. De retour des vestiaires, les lillois font tourner le ballon devant une défense italienne apathique. Dès la reprise Landrin, décalé sur la gauche de la surface, tente un centre, un peu dévissé, qui lobe un Frey surpris (0-1, 46e). Les Italiens tentent de réagir, mais n'arrivent pas à gêner la solide défense nordiste. Sur coup franc, Cheyrou décale Ecker sur son pied gauche, la frappe limpide trompe une nouvelle fois la défense italienne (0-2, 80e).
| Club  | Aller | Total | Retour | Club      |
| ----- | ----- | ----- | ------ | --------- |
| Parme | 0 - 2 | 1 - 2 | 1 - 0  | Lille OSC |

Phase de poule : Groupe G
Lille entame la compétition comme un petit poucet, figurant dans le chapeau 4 lors du tirage au sort des poules. Le club hérite par conséquent d'un groupe relevé.
Contrairement à ce qui était prévu, le début de la phase de groupe du LOSC a débuté à Manchester et une défaite 1-0 sur un but de Beckham à la 90e. Initialement, Lille devait débuter à domicile contre La Corogne, mais ce match a été reporté à cause des attentats du 11 septembre. Grimonprez-Jooris n'étant pas homologué pour la Ligue des Champions, Lille reçoit ensuite au stade Bollaert. Il y obtient une première victoire 3-1 contre l'Olympiakos (avec des buts de Bakari, Cheyrou, et Tafforeau) puis un nul 1-1 en match en retard contre La Corogne (égalisation à la 87e d'Olufadé). Les dogues s'inclinent ensuite en Grèce 2-1, avant d'aller chercher un nul en Galice 1-1. Pour la dernière journée, les hommes de Vahid Halilhodžić obtiennent un nul de prestige contre Manchester et sont ainsi reversés en Coupe de l'UEFA grâce à leur troisième place finale.
| Rang | Équipe               | Pts | J | G | N | P | Bp | Bc | Diff |  | Résultats (▼ dom., ► ext.) |     |     | LIL |     |
| ---- | -------------------- | --- | - | - | - | - | -- | -- | ---- |  | -------------------------- | --- | --- | --- | --- |
| 1    | Deportivo La Corogne | 10  | 6 | 2 | 4 | 0 | 10 | 8  | +2   |  | Deportivo La Corogne       |     | 2-1 | 1-1 | 2-2 |
| 2    | Manchester United    | 10  | 6 | 3 | 1 | 2 | 10 | 6  | +4   |  | Manchester United          | 2-3 |     | 1-0 | 3-0 |
| 3    | Lille OSC            | 6   | 6 | 1 | 3 | 2 | 7  | 7  | 0    |  | Lille OSC                  | 1-1 | 1-1 |     | 3-1 |
| 4    | Olympiakos           | 5   | 6 | 1 | 2 | 3 | 6  | 12 | -6   |  | Olympiakos                 | 1-1 | 0-2 | 2-1 |     |

### Coupe UEFA 2001-2002
Phase finale
Après avoir été reversé de la Ligue des Champions, Lille découvre la Coupe UEFA et retrouve un club italien. Le match aller se déroule à Artemio-Franchi et voit une victoire lilloise, grâce à un but de Bakari 0-1. Comme face à Parme, quelques mois plus tôt, les dogues créent l'exploit. Au match retour à Grimonprez-Jooris, les coéquipiers d'Amoruso et Nuno Gomes s'inclinent à nouveau face à l'envie de Cheyrou et Sterjovski, tous deux buteurs (score final 2-0).
Au tour suivant, c'est un autre gros morceau qui se présente, avec le Borussia Dortmund, emmené par Rosický, Wörns, Metzelder ou autre Oliseh. À l'aller, les rhénans viennent chercher le nul à l'extérieur 1-1 à Lille. Bassir (74e) répond à Ewerthon (68e). Au retour dans la Rhur, Cygan et Delpierre contiennent les assauts allemands et reviennent avec un 0-0 du Westfalen Stadion. Malheureusement, le but marqué à l'extérieur par Dortmund les qualifie pour le prochain tour. Ils iront jusqu'en finale, qu'ils perdront contre le Feyenoord Rotterdam.
| Club           | Aller | Total  | Retour | Club              |
| -------------- | ----- | ------ | ------ | ----------------- |
| ACF Fiorentina | 0 - 1 | 0 - 3  | 0 - 2  | Lille OSC         |
| Lille OSC      | 1 - 1 | 1 - 1E | 0 - 0  | Borussia Dortmund |

## Coupe Intertoto 2002
À la suite de la 5e place obtenue par le LOSC dans le championnat de France de football 2001-2002, le club est qualifié pour le troisième tour de la coupe Intertoto.

| Club      | Aller | Total | Retour | Club          |
| --------- | ----- | ----- | ------ | ------------- |
| Bistriţa  | 0 - 2 | 0 - 3 | 0 - 1  | Lille OSC     |
| Lille OSC | 1 - 1 | 3 - 1 | 2 - 0  | Aston Villa   |
| Lille OSC | 1 - 0 | 1 - 2 | 0 - 2  | VfB Stuttgart |

## Saison 2004-2005
À la suite de la 10e place obtenue par le LOSC dans le championnat de France de football 2003-2004, et le désistement de plusieurs clubs mieux classés (l'Olympique de Marseille, le RC Lens et le Stade rennais), le LOSC est qualifié pour le troisième tour de la coupe Intertoto. Les matchs à domicile se dérouleront au Stadium Nord, le temps que des travaux de reconstruction se réalisent à Grimonprez-Jooris.

### Coupe Intertoto 2004
Le LOSC Lille Métropole remporte la coupe Intertoto 2004 et se qualifie pour le premier tour de la coupe UEFA.
| Club      | Aller | Total | Retour  | Club          |
| --------- | ----- | ----- | ------- | ------------- |
| Lille OSC | 2 - 1 | 4 - 3 | 2 - 2   | Dynamo Minsk  |
| Lille OSC | 3 - 0 | 4 - 1 | 1 - 1   | Slaven Belupo |
| Lille OSC | 0 - 0 | 2 - 0 | ap2 - 0 | Uniao Leiria  |

### Coupe UEFA 2004-2005
Premier tour
| Club       | Aller | Total | Retour | Club      |
| ---------- | ----- | ----- | ------ | --------- |
| Shelbourne | 2 - 2 | 2 - 4 | 0 - 2  | Lille OSC |

Phase de poule : Groupe H
La phase de groupe a pour particularité de ne pas proposer de matchs allers-retours. Cinq équipes composent le groupe. Deux matchs se déroulent à domicile et deux à l'extérieur. Lille débute par une défaite 1-0 au RheinEnergieStadion du 1.FC Köln où le match a été délocalisé, avant d'enchainer trois victoires qui lui permettent de terminer premier du groupe. À domicile, le LOSC bat le Zénith Saint-Pétersbourg 2-1 (buts de Tafforeau et Moussilou) et le FC Séville 1-0 (Moussilou). Lors de la 3e journée, les trois points sont ramenés du stade olympique d'Athènes 1-2 (buts de Vitakić et Debuchy).
| Rang | Équipe                   | Pts | J | G | N | P | Bp | Bc | Diff |  | Résultats (▼ dom., ► ext.) | LIL |     |     |     |     |
| ---- | ------------------------ | --- | - | - | - | - | -- | -- | ---- |  | -------------------------- | --- | --- | --- | --- | --- |
| 1    | Lille OSC                | 9   | 4 | 3 | 0 | 1 | 5  | 3  | +2   |  | Lille OSC                  |     | 1-0 |     | 2-1 |     |
| 2    | FC Séville               | 7   | 4 | 2 | 1 | 1 | 6  | 4  | +2   |  | FC Séville                 |     |     | 2-0 |     | 3-2 |
| 3    | Aix-la-Chapelle          | 7   | 4 | 2 | 1 | 1 | 5  | 4  | +1   |  | Aix-la-Chapelle            | 1-0 |     |     | 2-2 |     |
| 4    | Zénith Saint-Pétersbourg | 5   | 4 | 1 | 2 | 1 | 9  | 6  | +3   |  | Zénith Saint-Pétersbourg   |     | 1-1 |     |     | 5-1 |
| 5    | AEK Athènes              | 0   | 4 | 0 | 0 | 4 | 4  | 12 | -8   |  | AEK Athènes                | 1-2 |     | 0-2 |     |     |

Phase finale
| Club      | Aller | Total | Retour | Club       |
| --------- | ----- | ----- | ------ | ---------- |
| FC Bâle   | 0 - 0 | 0 - 2 | 0 - 2  | Lille OSC  |
| Lille OSC | 0 - 1 | 0 - 1 | 0 - 0  | AJ Auxerre |

## Ligue des Champions 2005-2006
Lille se qualifie directement pour la phase de groupes de la Ligue des Champions grâce au titre de vice-champion de France obtenue lors de la saison 2004-2005 de Ligue 1.

Phase de poules : Groupe D
Pour la Ligue des Champions 2005-2006, le LOSC ne dispose toujours pas d'un stade homologué, et ne trouve pas d'accord pour utiliser le stade Bollaert. Les matchs sont alors délocalisés à 200 km, au stade de France. La première rencontre se termine par une cruelle défaite 1-0 dans les arrêts de jeu, à l'Estádio da Luz. Lors du match suivant disputé à Saint-Denis, Lille concède un match nul et vierge contre une belle équipe de Villarreal, emmenée par Riquelme, Forlán ou encore Tacchinardi et Sorín. Pour la troisième journée, le score n'est pas différent, mais revêt un certain prestige, car il est obtenu à Old Trafford. Le résultat du match retour est encore meilleur, avec une victoire 1-0 sur un but d'Ačimovič. Ce sera le seul but marqué par les Dogues au cours de cette campagne européenne. En effet, le match suivant est encore un 0-0 contre Benfica. Lors de la dernière journée, alors que le groupe est particulièrement indécis, c'est une défaite 1-0 qui est obtenue au Madrigal. Troisième du groupe devant Manchester, le club est reversé en coupe de l'UEFA.
| Rang | Équipe            | Pts | J | G | N | P | Bp | Bc | Diff |  | Résultats (▼ dom., ► ext.) |     |     | LIL |     |
| ---- | ----------------- | --- | - | - | - | - | -- | -- | ---- |  | -------------------------- | --- | --- | --- | --- |
| 1    | Villarreal        | 10  | 6 | 2 | 4 | 0 | 3  | 1  | +2   |  | Villarreal                 |     | 1-1 | 1-0 | 0-0 |
| 2    | Benfica Lisbonne  | 8   | 6 | 2 | 2 | 2 | 5  | 5  | 0    |  | Benfica Lisbonne           | 0-1 |     | 1-0 | 2-1 |
| 3    | Lille OSC         | 6   | 6 | 1 | 3 | 2 | 1  | 2  | -1   |  | Lille OSC                  | 0-0 | 0-0 |     | 1-0 |
| 4    | Manchester United | 6   | 6 | 1 | 3 | 2 | 3  | 4  | -1   |  | Manchester United          | 0-0 | 2-1 | 0-0 |     |

### Coupe UEFA 2005-2006
| Club      | Aller | Total | Retour | Club             |
| --------- | ----- | ----- | ------ | ---------------- |
| Lille OSC | 3 - 2 | 3 - 2 | 0 - 0  | Shakhtar Donetsk |
| Lille OSC | 1 - 0 | 1 - 2 | 0 - 2  | FC Séville       |

## Ligue des Champions 2006-2007

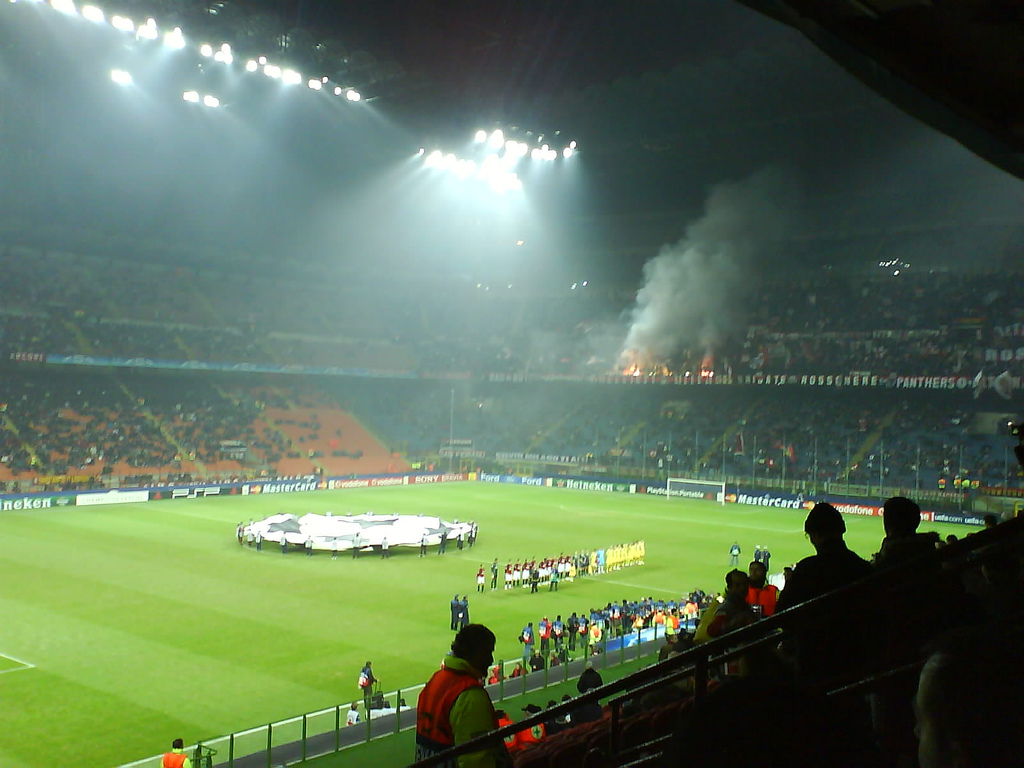
Match décisif à San Siro.

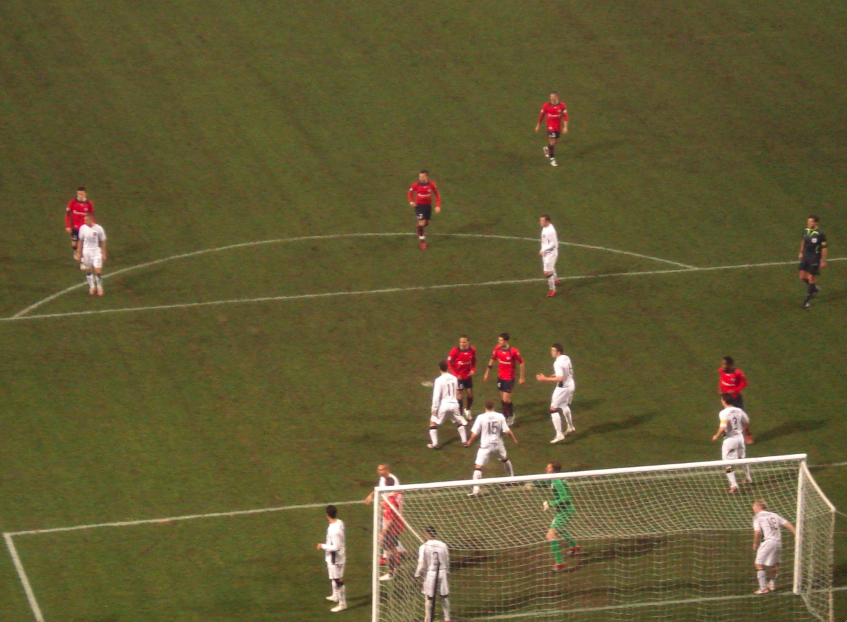
Action de but lors de Lille / Manchester United.

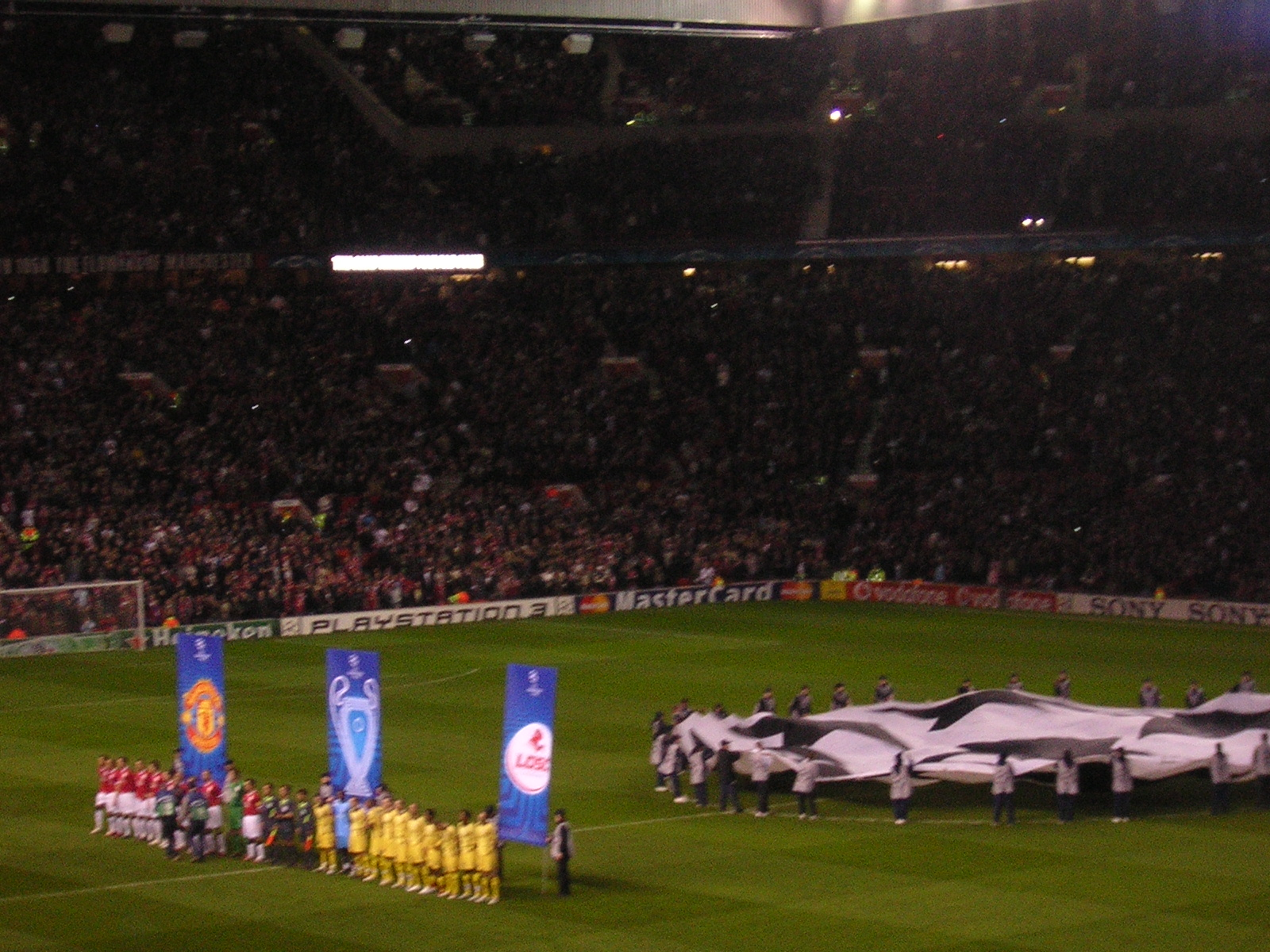
Match retour à Old Trafford.

À la suite de la 3e place obtenue dans le championnat de Ligue 1 2005-2006, le LOSC est qualifié pour le tour préliminaire de la Ligue des Champions.

Troisième tour préliminaire

Lille assure sa qualification dès le match aller de ce tour préliminaire sans tomber dans le piège du champion de Macédoine. Dans la foulée de la victoire à Rennes (1-2) en ouverture de la Ligue 1, l'équipe de Claude Puel a montré de bonnes intentions. Devant un Tony Sylva rassurant, la défense nordiste a parfaitement géré les quelques attaques macédoniennes. Omniprésent à la récupération, le milieu de terrain a multiplié les incursions dans la défense adverse, autour d'un Keita déjà percutant et un Bastos tout en technique. Les centres se multiplient devant les buts d'un Pačovski, fébrile dans ses prises de balle et ses relances. Mais les attaquants lillois ont cruellement manqué de réussite, ratant pendant une heure plusieurs occasions. Youla perd ses trois duels contre le gardien de Skopje. Malgré sa puissance sur les coups francs lointains, Bastos manque le cadre à bout portant. Un centre-tir de Kader Keita rebondit sur la barre et ses tirs passent au-dessus du cadre. Ironiquement, l'ouverture du score est finalement venue d'un coup du sort et d'un but contre son camp du défenseur Stepanovski, sur un énième centre de Keita. Dans la foulée, ce dernier obtient un penalty transformé par Bastos d'un tir puissant dans la lucarne. Peter Odemwingie entré en cours de jeu apporte sa pierre à l'édifice en offrant un centre parfait pour la tête de Fauvergue. Le score aurait pu être plus large si Makoun ou encore Odemwingie avaient su trouver le chemin des filets.
| Club      | Aller | Total | Retour | Club              |
| --------- | ----- | ----- | ------ | ----------------- |
| Lille OSC | 3 - 0 | 4 - 0 | 1 - 0  | Rabotnički Skopje |

Phase de poule : Groupe H

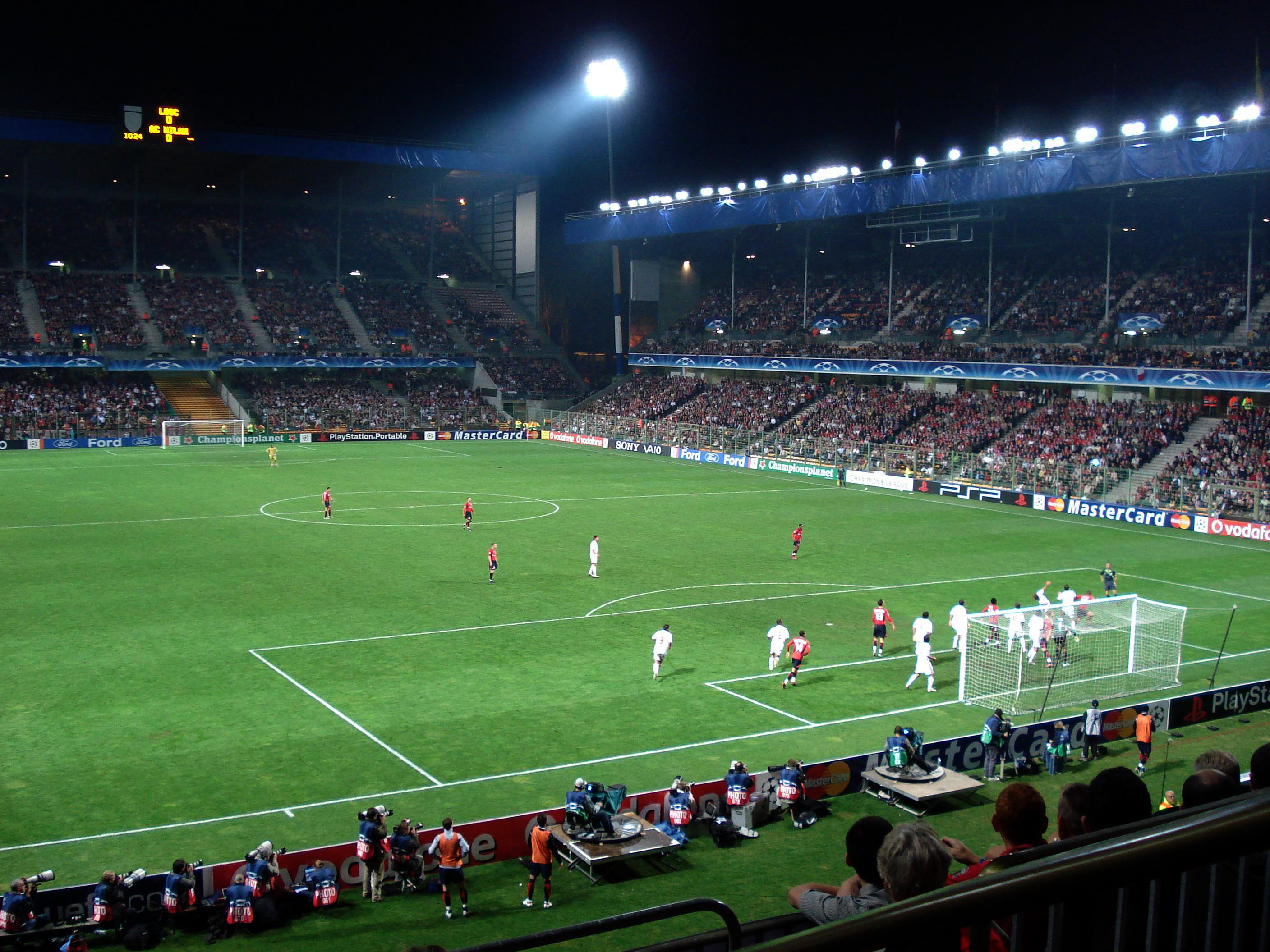
Lille - AC Milan au stade Bollaert.

Placé dans le chapeau 2 lors du tirage au sort, le parcours en phase de groupes du LOSC débute chez son proche voisin géographique. À Anderlecht, les dogues obtiennent le match nul 1-1 grâce à une égalisation à la 80e de Fauvergue. Lors de la seconde journée, le premier match "à domicile" se déroule au stade Bollaert contre l'AC Milan de Cafu, Nesta, Seedorf, Pirlo, Kaká ou autre Inzaghi. Malgré cette pléiade de stars, le score reste nul et vierge. Lille obtient sa première victoire lors du match suivant contre l'AEK Athènes 3-1 avec des buts de Robail, Gygax et Makoun. Au match retour, ce sont les grecs qui l'emportent 1-0. À la 5e journée, pour le dernier match de groupe à Lens, les voisins belges viennent obtenir un match nul 2-2. Odemwingie et Fauvergue répondent à Mpenza. À l'approche de la dernière journée chez l'ogre milanais du groupe, les coéquipiers de Bodmer n'ont pratiquement plus aucune chance de qualification. Pour cela, ils doivent s'imposer là ou aucun club français n'a gagné jusqu'alors, et espérer dans le même temps un résultat favorable dans la confrontation entre Anderlecht et Athènes. À San Siro, le miracle a lieu grâce à Odemwingie et Kader Keita. Dans le même temps, les Belges et les Grecs se séparent sur un match nul, ce qui qualifie Lille pour les 1/8 de finale. Cette saison là, Milan finira par remporter la Ligue des Champions.
| Rang | Équipe         | Pts | J | G | N | P | Bp | Bc | Diff |  | Résultats (▼ dom., ► ext.) |     | LIL |     |     |
| ---- | -------------- | --- | - | - | - | - | -- | -- | ---- |  | -------------------------- | --- | --- | --- | --- |
| 1    | Milan AC       | 10  | 6 | 3 | 1 | 2 | 8  | 4  | +4   |  | Milan AC                   |     | 0-2 | 3-0 | 4-1 |
| 2    | Lille OSC      | 9   | 6 | 2 | 3 | 1 | 8  | 5  | +3   |  | Lille OSC                  | 0-0 |     | 3-1 | 2-2 |
| 3    | AEK Athènes    | 8   | 6 | 2 | 2 | 2 | 6  | 9  | -3   |  | AEK Athènes                | 1-0 | 1-0 |     | 1-1 |
| 4    | RSC Anderlecht | 4   | 6 | 0 | 4 | 2 | 7  | 11 | -4   |  | RSC Anderlecht             | 0-1 | 1-1 | 2-2 |     |

Phase finale

| Club      | Aller | Total | Retour | Club              |
| --------- | ----- | ----- | ------ | ----------------- |
| Lille OSC | 0 - 1 | 0 - 2 | 0 - 1  | Manchester United |

## Ligue Europa 2009-2010
Septième à l'orée de la dernière journée, Lille n'est qu'à deux points des deux places qualificatives pour la Ligue Europa. Pour accrocher une d'entre elles, Lille doit s'imposer contre Nancy et espérer que deux équipes parmi Rennes, Paris et Toulouse fassent un faux-pas.
Dans un match où les Nancéiens ne se sont pas démobilisés malgré leur maintien assuré, Lille s'est fait peur. En menant au score 2-0 dès quinze minutes de jeu par Vittek et Rami, Nancy revient à hauteur du LOSC peu après l'heure de jeu (2-2, 65e). Mais sur un corner tiré de la droite, Túlio de Melo dévie de la tête pour Nicolas Plestan, seul au second poteau. Le défenseur lillois n'a plus qu'à pousser le ballon dans le but vide. Ce but marqué à la soixante-quinzième minute offre la victoire à Lille et, combiné au match nul de Paris contre Monaco (0-0) et à la lourde défaite de Rennes à Marseille (4-0), permet au club de se qualifier pour le troisième tour de qualification de la Ligue Europa. C'est la première qualification directe pour la C3, les autres participations étant obtenues par victoire en coupe Intertoto ou repêchage de Ligue des Champions.
Tours de qualification
Dans un stade du Partizanquasiment vide (1500 spectateurs dans un stade pouvant en accueillir 30 000), les Lillois ont pris leur temps pour faire la différence. Après une demi-heure de jeu, Vittek, à la réception d'un centre ajusté, conclut de près, en deux temps et dans la foulée, Hazard alourdit la marque au terme d'une action personnelle de toute beauté. À partir de là, les Lillois ont déroulé.
 
Par une température très élevée (30 °C), les Dogues ont confirmé leur victoire de l'aller (2-0) en l'emportant au retour sur la même marge. Le premier but de la rencontre a été l'œuvre de Cabaye sur un joli coup franc tiré directement du droit. Lille ayant passé son temps à gérer son match, le but de De Melo sur un coup franc contré, relève de l'anecdote.

Pour le tour suivant, les barrages de la Ligue Europa, Lille est allé battre le Racing Genk en Belgique un résultat confortable avant le match retour. Après dix minutes un peu surprenantes, où les Lillois se sont fait secouer par des Belges sans complexe, le LOSC impose son rythme et sa maîtrise. C'est l'ancien capitaine Dumont qui montre la voie en ouvrant le score de la tête à la suite d'un beau travail de Mavuba. Onze minutes après la pause, Róbert Vittek double la marque en pivot, un but auquel les Belges ont su apporter une réponse rapide avec un coup franc de Tőzsér.

Mal parti en Ligue 1 (deux défaites et un nul), Lille puise dans ses ressources pour s'imposer une nouvelle fois contre Genk. Malgré vingt minutes difficiles en fin de première période, ils signent leur quatrième succès en quatre matches européens. De Melo inscrit un doublé. Stéphane Dumont, déjà buteur à l'aller, s'est à nouveau signalé en relançant son équipe en deuxième période d'un superbe extérieur enroulé. Autre satisfaction lilloise, l'activité et l'altruisme d'Aubameyang, impliqués sur les deux buts de De Melo et passeur décisif pour Eden Hazard. En fin de match, Tőzsér réduit l'écart sur un beau coup franc où Butelle était très loin. 
| Club     | Aller | Total | Retour | Club      |
| -------- | ----- | ----- | ------ | --------- |
| Sevojno  | 0 - 2 | 0 - 4 | 0 - 2  | Lille OSC |
| KRC Genk | 1 - 2 | 3 - 6 | 2 - 4  | Lille OSC |

Phase de poule : Groupe B

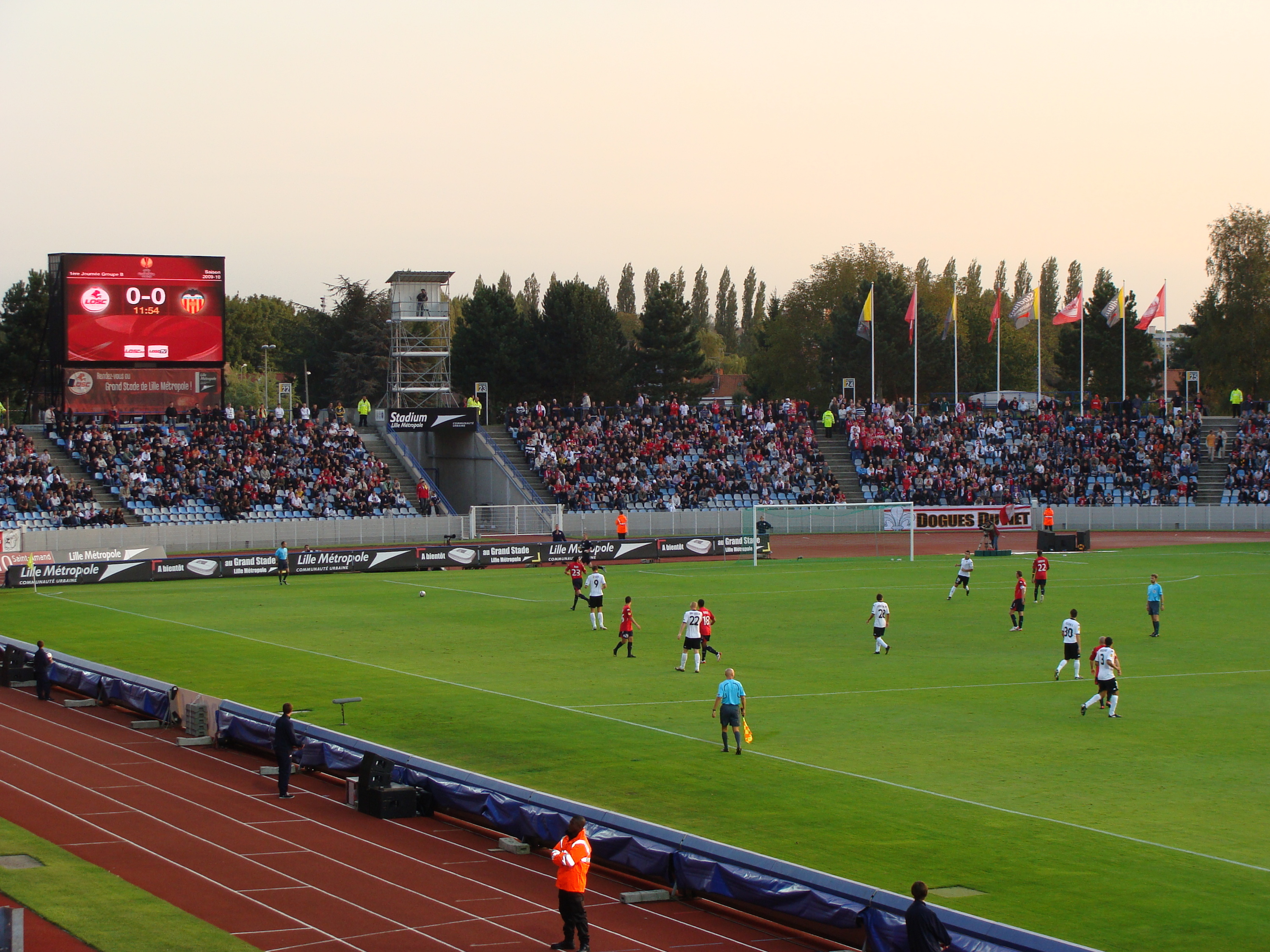
Lille / Valence en phase de groupes.

Placé dans le deuxième chapeau et plutôt protégé par son coefficient UEFA, le LOSC hérite tout de même d'un groupe corsé composé de Valence, club habitué à la Ligue des champions, du Genoa, l'épouvantail du quatrième chapeau, et du Slavia Prague, champions en titre de République tchèque.
Lors de la première journée à domicile contre Valence, Gervinho (86e) égalise en fin de match et répond à Mata. Au match suivant à Prague, les coéquipiers du capitaine Mavuba réalisent un gros score 1-5, grâce notamment à trois buts marqués en fin de match. La bonne entame de compétition se confirme au Stadium contre le Genoa (3-0). Lors du retour en Italie, Palacio (14e) et Crespo (58e) donnent l'avantage à leur équipe, mais Lille revient au score grâce à Frau (76e) et Gervinho (84e) qui croit arracher le nul au stade Luigi-Ferraris, mais c'est malheureusement Sculli qui clos le score 3-2. Suit ensuite une défaite logique à Mestalla sur un score de 3-1 pour les espagnols. La dernière journée contre Prague est donc décisive. À domicile, Cabaye (24e), Gervinho (39e) et Obraniak (80e) s'offrent une victoire logique 3-1, alors que dans le même temps, le Genoa est battu par Valence. La qualification est acquise.
| Rang | Équipe        | Pts | J | G | N | P | Bp | Bc | Diff |  | Résultats (▼ dom., ► ext.) |     |     |     |     |
| ---- | ------------- | --- | - | - | - | - | -- | -- | ---- |  | -------------------------- | --- | --- | --- | --- |
| 1    | Valence       | 12  | 6 | 3 | 3 | 0 | 12 | 8  | +4   |  | Valence                    |     | 3-1 | 3-2 | 1-1 |
| 2    | Lille OSC     | 10  | 6 | 3 | 1 | 2 | 15 | 9  | +6   |  | Lille OSC                  | 1-1 |     | 3-0 | 3-1 |
| 3    | Genoa         | 7   | 6 | 2 | 1 | 3 | 8  | 10 | -2   |  | Genoa                      | 1-2 | 3-2 |     | 2-0 |
| 4    | Slavia Prague | 3   | 6 | 0 | 3 | 3 | 5  | 13 | -8   |  | Slavia Prague              | 2-2 | 1-5 | 0-0 |     |

Phase finale
Lors du 1/16 de finale, les dogues héritent de Fenerbahçe qui a terminé premier du groupe H. Au match aller au Stadium, deux buts sont inscrits très rapidement (Balmont 2e, Vederson 5e). En début de seconde mi-temps, Frau inscrit le but la victoire 2-1. Au retour dans un stade bouillant de Şükrü Saracoğlu, Emre Belözoğlu marque un but très important pour les turcs. En effet, à 1-0 et en ayant marqué le but du 2-1 à l'extérieur, Lille est alors éliminé. C'était sans compter sur Rami qui offre la qualification aux dogues de la tête à la 85e minute (score final 1-1).
Au tour suivant, c'est un plus gros morceau qui s'offre au LOSC, avec le quintuple champion d'Europe, Liverpool, reversé précédemment de la Ligue des Champions. La rencontre suscite l'engouement pour une affiche où le Stadium parait bien étroit (plus de 100.000 demandes de places). Le 11 mars, Jamie Carragher, Gerrard, Mascherano et autre Torres débarquent dans le Nord. Contrairement à la coutume, Liverpool ne s'est pas entrainé la veille à Villeneuve d'Ascq, mais l'a fait dans son centre de Melwood. Dans un stade comble, les Dogues réalisent un match sérieux et tiennent le choc. Ils sont d'ailleurs récompensés à 84e lorsque Hazard inscrit l'unique but du match sur un coup-franc direct qui trompe Reina.
Le match retour à Anfield débute bien mal avec une faute Rami sur Leiva dans la surface de réparation. Gerrard ouvre le score sur penalty (9e). À égalité sur l'ensemble des deux rencontres, le match est équilibré jusqu'au but de Torres au retour du vestiaire, à la 49e. Avec la possibilité de se qualifier en inscrivant un but à l'extérieur, les hommes de Garcia se portent vers l'attaque, se découvrent et encaissent un nouveau but de Torres en fin de rencontre (89e). Le score final est sévère 3-0. Les Reds iront jusqu'en 1/2 où ils seront sortis par l'Atlético Madrid, futur vainqueur de l'épreuve.
| Club      | Aller | Total | Retour | Club       |
| --------- | ----- | ----- | ------ | ---------- |
| Lille OSC | 2 - 1 | 3 - 2 | 1 - 1  | Fenerbahçe |
| Lille OSC | 1 - 0 | 1 - 3 | 0 - 3  | Liverpool  |

## Ligue Europa 2010-2011
Lille est qualifié pour les barrages de la Ligue Europa, ayant chuté à la quatrième place de la Ligue 1 2009-2010 lors de la dernière journée, dépassé par Lyon et Auxerre à la suite d'une défaite à Lorient (2-1).
Tour de qualification
| Club   | Aller | Total | Retour | Club      |
| ------ | ----- | ----- | ------ | --------- |
| Vaslui | 0 - 0 | 0 - 2 | 0 - 2  | Lille OSC |

Phase de poule : Groupe C

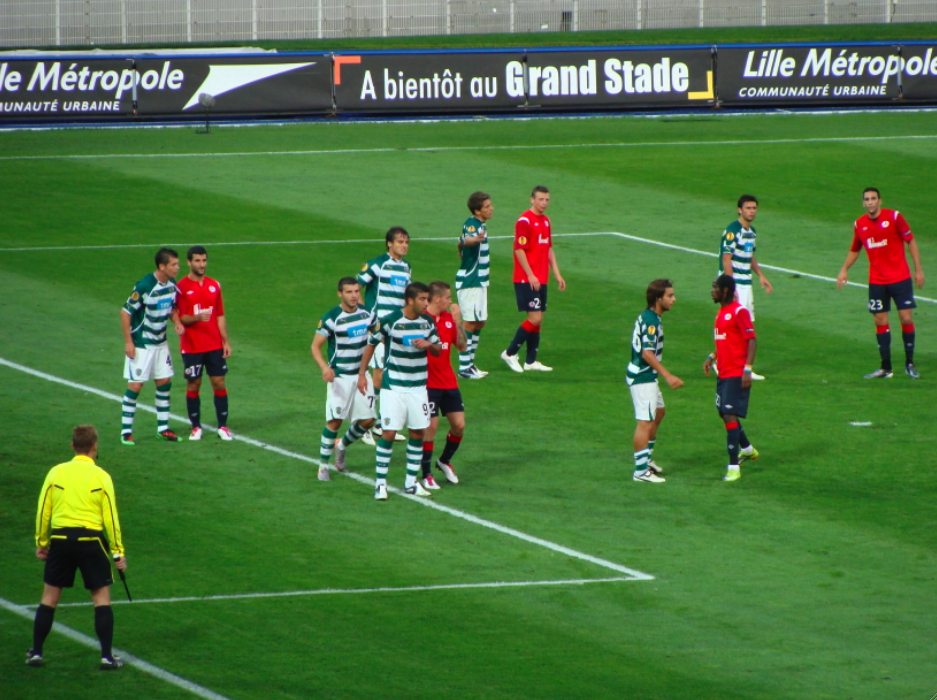
Lille / Sporting Portugal

Placé dans le chapeau 2 lors du tirage au sort, le LOSC hérite du Sporting Portugal comme tête de série du groupe. Défait à deux reprises par le club portugais, Lille doit sa qualification à un parcours sans défaite face aux autres équipes du groupe (2 victoires à domicile, 2 nuls à l'extérieur). La qualification n'est obtenue que lors de la dernière journée, grâce à une victoire sous la neige face à La Gantoise.
| Rang | Équipe            | Pts | J | G | N | P | Bp | Bc | Diff |  | Résultats (▼ dom., ► ext.) |     | LIL |     |     |
| ---- | ----------------- | --- | - | - | - | - | -- | -- | ---- |  | -------------------------- | --- | --- | --- | --- |
| 1    | Sporting Portugal | 12  | 6 | 4 | 0 | 2 | 14 | 6  | +8   |  | Sporting Portugal          |     | 1-0 | 5-1 | 5-0 |
| 2    | Lille OSC         | 8   | 6 | 2 | 2 | 2 | 8  | 6  | +2   |  | Lille OSC                  | 1-2 |     | 3-0 | 1-0 |
| 3    | La Gantoise       | 7   | 6 | 2 | 1 | 3 | 8  | 13 | -5   |  | La Gantoise                | 3-1 | 1-1 |     | 1-0 |
| 4    | Levski Sofia      | 7   | 6 | 2 | 1 | 3 | 6  | 11 | -5   |  | Levski Sofia               | 1-0 | 2-2 | 3-2 |     |

Phase finale

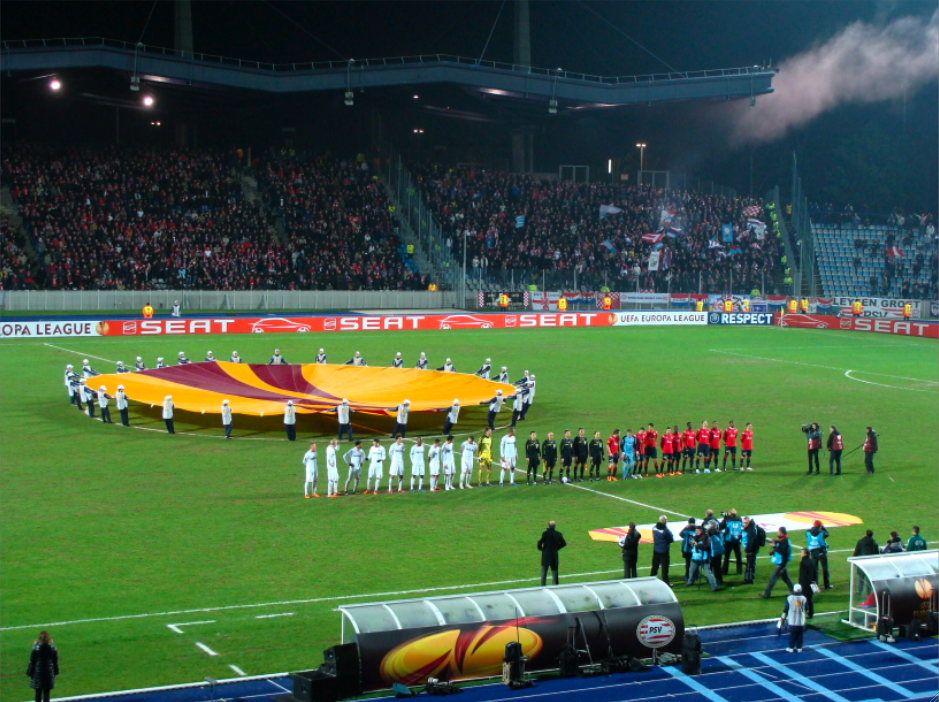
Lille / PSV Eindhoven

Après une bonne entame, Lille qui menait 2-0 à l'aller est rattrapé en toute fin de partie avec deux buts encaissés coup sur coup (83e et 84e). Cette mauvaise fin de match sera fatale lors du retour au Philips Stadion, et ce malgré l'ouverture du score de Frau (expulsé au cours de la rencontre). Un an après le 1/8 face à Liverpool, cette élimination prive Lille d'une confrontation contre les Glasgow Rangers.
| Club      | Aller | Total | Retour | Club          |
| --------- | ----- | ----- | ------ | ------------- |
| Lille OSC | 2 - 2 | 3 - 5 | 1 - 3  | PSV Eindhoven |

## Ligue des Champions 2011-2012

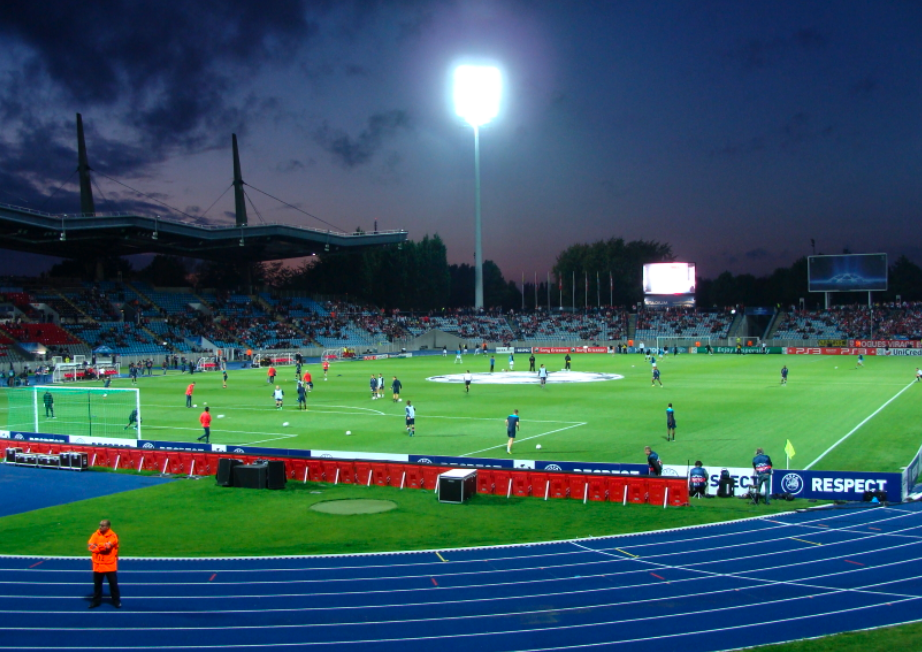
Lille / CSKA Moscou

Après avoir renoué avec le succès en remportant un doublé historique championnat-coupe de France, le LOSC participe à la Ligue des Champions pour la quatrième fois en dix ans. Bien que non-adapté aux standards UEFA, le Stadium obtient finalement une dérogation et accueille la plus grande compétition européenne pour la première fois. Tête de série numéro 3, Lille retrouve l'Europe comme il l'a quitté face à Eindhoven : après avoir mené 2-0, les dogues sont rattrapés 2-2 en fin de match par le CSKA Moscou. Défait à deux reprises par l'Inter Milan, Lille réalise l'exploit de l'emporter dans le froid moscovite (0-2). Cette victoire place les nordistes en position de force lors de l'ultime journée, à domicile face à Trabzonspor, tête de série numéro 4. Alors qu'une victoire devait permettre de rejoindre les 1/8, les dogues sont incapables de trouver la faille dans une défense turque regroupée. Pire encore, dans le même temps Moscou l'emporte à Milan et dépasse Lille, qui finit dernier du groupe.
| Rang | Équipe      | Pts | J | G | N | P | Bp | Bc | Diff |  | Résultats (▼ dom., ► ext.) |     |     |     | LIL |
| ---- | ----------- | --- | - | - | - | - | -- | -- | ---- |  | -------------------------- | --- | --- | --- | --- |
| 1    | Inter Milan | 10  | 6 | 3 | 1 | 2 | 8  | 7  | +1   |  | Inter Milan                |     | 1-2 | 0-1 | 2-1 |
| 2    | CSKA Moscou | 8   | 6 | 2 | 2 | 2 | 9  | 8  | +1   |  | CSKA Moscou                | 2-3 |     | 3-0 | 0-2 |
| 3    | Trabzonspor | 7   | 6 | 1 | 4 | 1 | 3  | 5  | -2   |  | Trabzonspor                | 1-1 | 0-0 |     | 1-1 |
| 4    | Lille OSC   | 6   | 6 | 1 | 3 | 2 | 6  | 6  | 0    |  | Lille OSC                  | 0-1 | 2-2 | 0-0 |     |

## Ligue des Champions 2012-2013
Barrage de la « Voie de la Ligue »

Après une troisième place lors de la saison précédente, Lille dispute le barrage de la Ligue des Champions. La rencontre du 29 août face à Copenhague est la seconde disputée dans le nouveau stade et la première en Coupe d'Europe.
| Club          | Aller | Total | Retour  | Club      |
| ------------- | ----- | ----- | ------- | --------- |
| FC Copenhague | 1 – 0 | 1 – 2 | 0 – 2ap | Lille OSC |

Groupe F

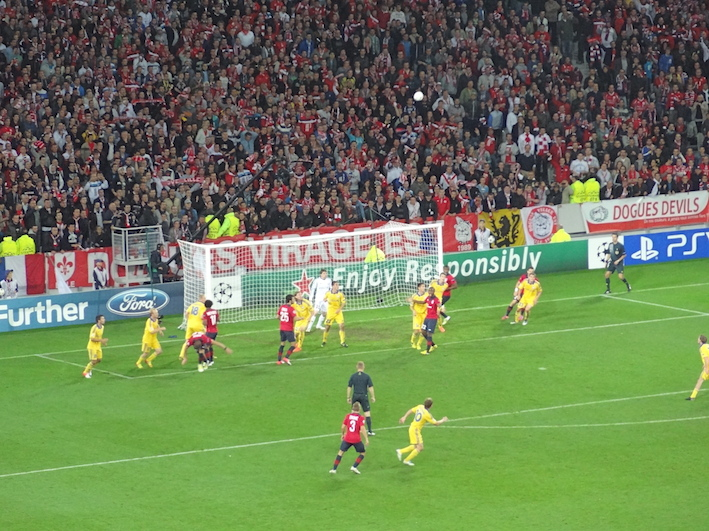
Lille / BATE Borissov

La campagne européenne 2012-2013 est la première à être disputée dans le nouveau stade du LOSC. Cette première n'est pas une réussite, avec trois défaites à domicile lors de la phase de groupes. Malgré un recrutement ambitieux (Martin, Kalou), pour compenser le départ d'Hazard, la phase de groupes débute mal. Face à l'adversaire le plus abordable du groupe, Lille est surpris par Borissov (mené 0-3 à la mi-temps). La défaite inaugurale est suivie par une seconde plus logique à Valence, puis une autre plus étriquée à domicile face au Bayern Munich, sur un penalty de Müller. S'ensuit une défaite humiliante 6-1 à Munich (5-0 à la mi-temps), chez le futur vainqueur de l'épreuve (plus lourde défaite européenne). Les premiers points arrivent à l'avant-dernière journée avec une victoire à Borissov. Le mince espoir d'être reversé en Ligue Europa est douché lors de la dernière journée avec une courte défaite à domicile contre Valence (0-1 sur penalty). Lille est éliminé de toute compétition européenne.
| Rang | Équipe        | Pts | J | G | N | P | Bp | Bc | Diff |  | Résultats (▼ dom., ► ext.) | Drapeau de l'Allemagne | Drapeau de l'Espagne | Drapeau de la Biélorussie | LIL |
| ---- | ------------- | --- | - | - | - | - | -- | -- | ---- |  | -------------------------- | ---------------------- | -------------------- | ------------------------- | --- |
| 1    | Bayern Munich | 13  | 6 | 4 | 1 | 1 | 15 | 7  | +8   |  | Bayern Munich              |                        | 2-1                  | 4-1                       | 6-1 |
| 2    | Valence CF    | 13  | 6 | 4 | 1 | 1 | 12 | 5  | +7   |  | Valence CF                 | 1-1                    |                      | 4-2                       | 2-0 |
| 3    | BATE Borissov | 6   | 6 | 2 | 0 | 4 | 9  | 15 | -6   |  | BATE Borissov              | 3-1                    | 0-3                  |                           | 0-2 |
| 4    | Lille OSC     | 3   | 6 | 1 | 0 | 5 | 4  | 13 | -9   |  | Lille OSC                  | 0-1                    | 0-1                  | 1-3                       |     |

## Ligue des Champions 2014-2015
Troisième tour préliminaire de la « Voie de la Ligue »

| Club               | Aller | Total | Retour | Club      |
| ------------------ | ----- | ----- | ------ | --------- |
| Grasshopper Zurich | 0 – 2 | 1 – 3 | 1 – 1  | Lille OSC |

Barrage de la « Voie de la Ligue »

| Club      | Aller | Total | Retour | Club     |
| --------- | ----- | ----- | ------ | -------- |
| Lille OSC | 0 – 1 | 0 – 3 | 0 – 2  | FC Porto |

### Ligue Europa 2014-2015
Phase de groupes : groupe H

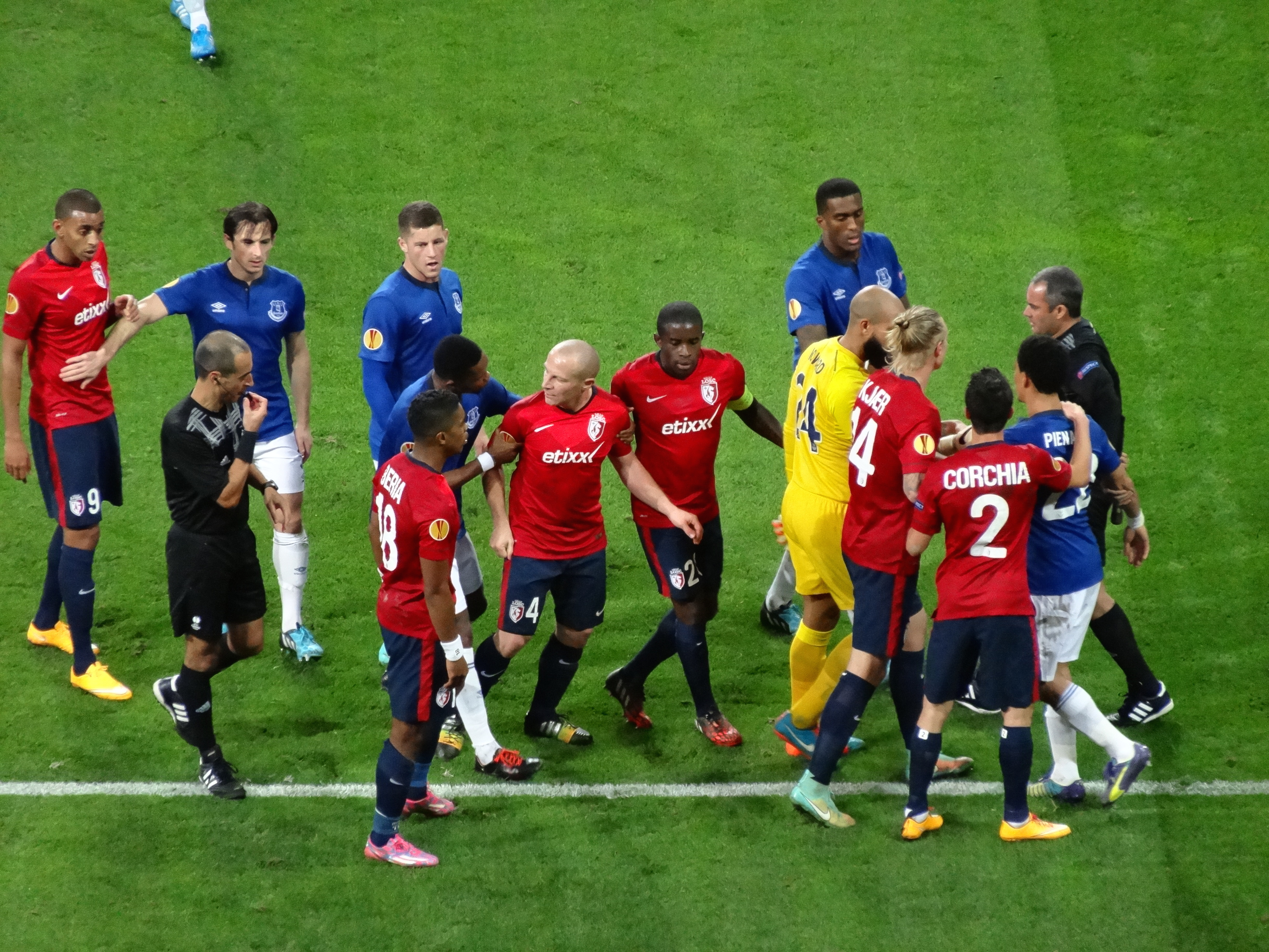
Lille / Everton FC

Placé dans le chapeau 1 lors du tirage au sort, et donc tête de série, le LOSC hérite d'un groupe relevé avec les Allemands de Wolfsbourg (chapeau 2) et surtout les Anglais d'Everton (épouvantail du chapeau 3). La quatrième équipe du groupe, le FK Krasnodar est un jeune club russe (fondé en 2008), tombeur de la Real Sociedad au tour de barrages.
La phase aller se solde par trois matchs nuls. Lille est d'abord surpris à domicile par Krasnodar (1-1), avant d'obtenir un bon point à Wolfsburg (1-1), puis de concéder un match nul équitable au stade Mauroy contre Everton. Cette confrontation est marquée par des affrontements entre supporters et forces de l'ordre. 
Le match retour à Goodison Park, constitue la 100e rencontre européenne du LOSC et se solde par une défaite sèche 3-0. Les dogues se déplacent ensuite en Russie d'où ils ramènent un nouveau nul 1-1, avant de terminer à domicile contre "les loups". Pour cette dernière journée, et de manière surprenante, Lille a encore toutes ses chances de qualification. Il n'en sera rien, et c'est encore une lourde défaite 0-3 qui solde cette campagne. Pour la troisième fois consécutive, le club termine dernier de sa phase de groupe européenne.
| Rang | Équipe         | Pts | J | G | N | P | Bp | Bc | Diff |  | Résultats (▼ dom., ► ext.) | LIL |     |     |     |
| ---- | -------------- | --- | - | - | - | - | -- | -- | ---- |  | -------------------------- | --- | --- | --- | --- |
| 1    | Everton        | 11  | 6 | 3 | 2 | 1 | 10 | 3  | +7   |  | Everton                    | 3-0 | 4-1 |     | 0-1 |
| 2    | VfL Wolfsbourg | 10  | 6 | 3 | 1 | 2 | 14 | 10 | +4   |  | VfL Wolfsbourg             | 1-1 |     | 0-2 | 5-1 |
| 3    | FK Krasnodar   | 6   | 6 | 1 | 3 | 2 | 7  | 12 | -5   |  | FK Krasnodar               | 1-1 | 2-4 | 1-1 |     |
| 4    | Lille OSC      | 4   | 6 | 0 | 4 | 2 | 3  | 9  | -6   |  | Lille OSC                  |     | 0-3 | 0-0 | 1-1 |

## Ligue Europa 2016-2017
Troisième tour de qualification

Après une cinquième place obtenue en championnat lors de la saison précédente, Lille retrouve l'Europe. En raison d'un remplacement de la pelouse du stade Pierre-Mauroy consécutif à la tenue de l'Euro 2016 et de plusieurs concerts, la rencontre aller du 28 juillet se déroule au Stadium Lille Métropole. Les hommes de Frédéric Antonetti concèdent un nul 1-1 à domicile. Lors du match retour disputé à Bakou, les lillois sont battus 1-0 et sont éliminés de la Coupe d'Europe.
| Club      | Aller | Total | Retour | Club      |
| --------- | ----- | ----- | ------ | --------- |
| Lille OSC | 1 – 1 | 1 – 2 | 0 – 1  | FK Qabala |

## Ligue des Champions 2019-2020

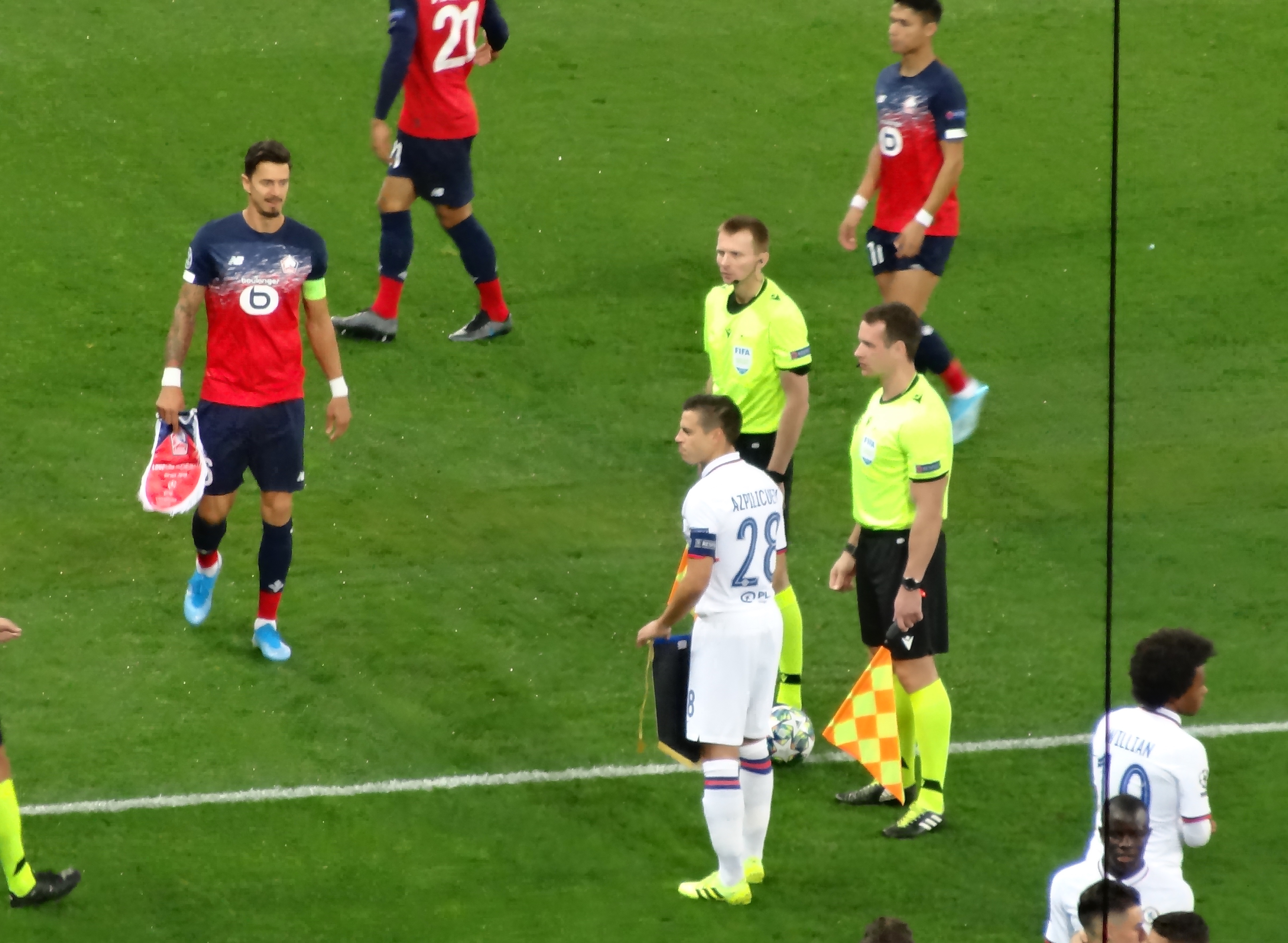
Lille / Chelsea

Après une deuxième place acquise en Ligue 1 sous les ordres de Christophe Galtier, le LOSC retrouve la coupe d'Europe après trois ans d'absence. 
Placé dans le chapeau 4 lors du tirage au sort, le LOSC fait office de "petit poucet" de la compétition, puisqu'il s'agit de l'équipe avec le plus faible indice UEFA parmi les 32 qualifiées pour la phase de groupes (11.699). Logiquement, le club hérite d'un tirage au sort relevé où figure Chelsea (vainqueur de la précédente Ligue Europa), l'Ajax Amsterdam (demi-finaliste de la précédente édition) et Valence, déjà croisé à deux reprises par le passé.
Pour leur retour dans la compétition reine de l'UEFA, près de 3 000 supporters font le déplacement à Amsterdam, non sans quelques échauffourés. Les Dogues ne parviennent toujours pas à gagner pour leur entrée dans la compétition, et s'inclinent 3-0.
Suivent deux rencontres au stade Pierre-Mauroy, où les Dogues s'inclinent d'abord contre Chelsea dans un match où ils ont pourtant quasi-fait jeu égal. Face à Valence, réduit à 10 en fin de match, Ikoné arrache le premier point de son équipe grâce à un but dans le temps additionnel.
Au retour à Mestalla, Victor Osimhen ouvre la marque sur un contre et permet aux siens de mener à la mi-temps. À l'heure de jeu, une décision arbitrale contestable permet aux Espagnols de revenir dans le match grâce à un penalty généreux. À dix minutes du terme, Soumaoro marque alors contre son camp, avant que Kondogbia et Torres marquent à leur tour, éliminant déjà les Lillois de la compétition.
Un mince espoir existe encore pour rejoindre la Ligue Europa lorsque l'Ajax se présente pour le match retour à Villeneuve-d'Ascq. Ziyech marque d'entrée et les bataves maîtrisent la partie. Après un autre but signé Promes, le LOSC est éliminé de toute compétition européenne.
La dernière rencontre à Stamford Bridge est sans enjeu et se solde par une dernière défaite (2-1).
| Rang | Équipe         | Pts | J | G | N | P | Bp | Bc | Diff |  | Résultats (▼ dom., ► ext.) |     |     |     |     |
| ---- | -------------- | --- | - | - | - | - | -- | -- | ---- |  | -------------------------- | --- | --- | --- | --- |
| 1    | Valence CF     | 11  | 6 | 3 | 2 | 1 | 9  | 7  | +2   |  | Valence CF                 |     | 2-2 | 0-3 | 4-1 |
| 2    | Chelsea FC     | 11  | 6 | 3 | 2 | 1 | 11 | 9  | +2   |  | Chelsea FC                 | 0-1 |     | 4-4 | 2-1 |
| 3    | Ajax Amsterdam | 10  | 6 | 3 | 1 | 2 | 12 | 6  | +6   |  | Ajax Amsterdam             | 0-1 | 0-1 |     | 3-0 |
| 4    | LOSC Lille     | 1   | 6 | 0 | 1 | 5 | 4  | 14 | -10  |  | LOSC Lille                 | 1-1 | 1-2 | 0-2 |     |

## Ligue Europa 2020-2021
Phase de groupes : groupe H
Quatrième du dernier championnat, le LOSC accède directement à la phase de groupe de la Ligue Europa. Placé dans le chapeau 4 lors du tirage au sort, Lille hérite d'un groupe forcément relevé avec les Écossais du Celtic Glasgow (chapeau 1), le Sparta Prague, vainqueur de la coupe de République tchèque (chapeau 2) et l'AC Milan (épouvantail du chapeau 3).
| Rang | Équipe        | Pts | J | G | N | P | Bp | Bc | Diff |  | Résultats (▼ dom., ► ext.) |     |     |     |     |
| ---- | ------------- | --- | - | - | - | - | -- | -- | ---- |  | -------------------------- | --- | --- | --- | --- |
| 1    | AC Milan      | 13  | 6 | 4 | 1 | 1 | 12 | 7  | +5   |  | AC Milan                   |     | 0-3 | 3-0 | 4-2 |
| 2    | LOSC Lille    | 11  | 6 | 3 | 2 | 1 | 14 | 8  | +6   |  | LOSC Lille                 | 1-1 |     | 2-1 | 2-2 |
| 3    | Sparta Prague | 6   | 6 | 2 | 0 | 4 | 10 | 12 | -2   |  | Sparta Prague              | 0-1 | 1-4 |     | 4-1 |
| 4    | Celtic FC     | 4   | 6 | 1 | 1 | 4 | 10 | 19 | -9   |  | Celtic FC                  | 1-3 | 3-2 | 1-4 |     |

Phase finale
| Club           | Aller | Total | Retour | Club      |
| -------------- | ----- | ----- | ------ | --------- |
| Ajax Amsterdam | 2 – 1 | 4 – 2 | 2 – 1  | Lille OSC |

## Ligue des Champions 2021-2022

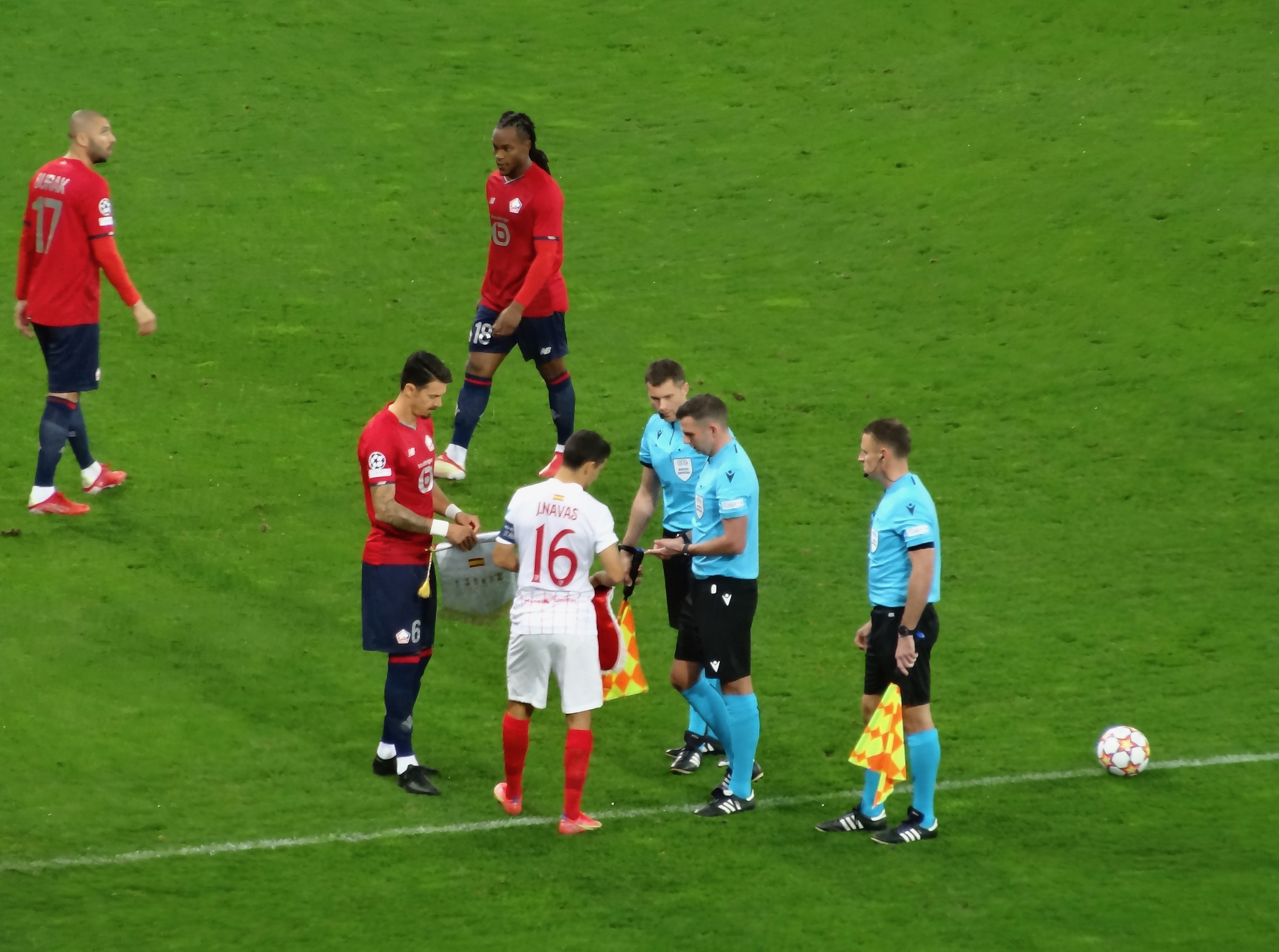
Lille / Séville FC

Après son titre de champion de France 2020-2021, Lille est qualifié pour la première fois dans le chapeau 1 de la phase de groupe de la Ligue des Champions, en tant que tête de série. Après le tirage au sort effectué à Nyon, les adversaires du LOSC sont le Séville FC, le RB Salzbourg et le VfL Wolfsbourg, dans un groupe qui apparait homogène.
Sous les ordres de son nouvel entraîneur Jocelyn Gourvennec, le LOSC tarde à prendre ses marques dans la compétition. Les trois premiers matchs poussifs se soldent par deux nuls et une défaite en Autriche. 
Le 2 novembre sur la pelouse de Sánchez-Pizjuán, Lille se reprend et rapporte enfin une victoire en C1, après presque neuf ans de disette. Deux semaines plus tard, les coéquipiers de José Fonte récidivent contre Salzbourg, en décrochant la première victoire de l'histoire du club en C1 à Pierre-Mauroy.
Le 9 décembre, bien que privés de leurs supporters dans une Volkswagen-Arena dépeuplée, les dogues l'emportent 1-3 et finissent la phase de groupe à la première place.
| Rang | Équipe        | Pts | J | G | N | P | Bp | Bc | Diff |  | Résultats (▼ dom., ► ext.) |     |     |     |     |
| ---- | ------------- | --- | - | - | - | - | -- | -- | ---- |  | -------------------------- | --- | --- | --- | --- |
| 1    | LOSC Lille    | 11  | 6 | 3 | 2 | 1 | 7  | 4  | +3   |  | LOSC Lille                 |     | 1-0 | 0-0 | 0-0 |
| 2    | RB Salzbourg  | 10  | 6 | 3 | 1 | 2 | 8  | 6  | +2   |  | RB Salzbourg               | 2-1 |     | 1-0 | 3-1 |
| 3    | Séville FC    | 6   | 6 | 1 | 3 | 2 | 5  | 5  | 0    |  | Séville FC                 | 1-2 | 1-1 |     | 2-0 |
| 4    | VfL Wolfsburg | 5   | 6 | 1 | 2 | 3 | 5  | 10 | -5   |  | VfL Wolfsburg              | 1-3 | 2-1 | 1-1 |     |

Phase finale

| Club       | Aller | Total | Retour | Club      |
| ---------- | ----- | ----- | ------ | --------- |
| Chelsea FC | 2-0   | 4-1   | 2-1    | Lille OSC |

## Ligue Europa Conférence 2023-2024
Après sa cinquième place en Ligue 1 lors de la saison 2022-2023, le LOSC participe pour la première fois à la Ligue Europa Conference.
Barrages

Lors du barrage aller Lille s'impose 2-1 au stade Pierre-Mauroy contre Rijeka, puis concède le nul 1-1 en Croatie, après prolongations.
| Club      | Aller | Total | Retour     | Club       |
| --------- | ----- | ----- | ---------- | ---------- |
| Lille OSC | 2 - 1 | 3 – 2 | 1 – 1 (ap) | HNK Rijeka |

Phase de groupes

Pour sa deuxième saison à la tête de l'équipe nordiste, l'entraineur Paulo Fonseca hérite d'un groupe composé du Slovan Bratislava, du NK Olmpija Ljubjiana et du KÍ Klaksvik.
| Rang | Équipe             | Pts | J | G | N | P | Bp | Bc | Diff |  | Résultats (▼ dom., ► ext.) |     |     |     |     |
| ---- | ------------------ | --- | - | - | - | - | -- | -- | ---- |  | -------------------------- | --- | --- | --- | --- |
| 1    | LOSC Lille         | 14  | 6 | 4 | 2 | 0 | 10 | 2  | +8   |  | LOSC Lille                 |     | 2-1 | 2-0 | 3-0 |
| 2    | Slovan Bratislava  | 10  | 6 | 3 | 1 | 2 | 8  | 7  | +1   |  | Slovan Bratislava          | 1-1 |     | 1-2 | 2-1 |
| 3    | Olimpija Ljubljana | 6   | 6 | 2 | 0 | 4 | 4  | 9  | -5   |  | Olimpija Ljubljana         | 0-2 | 0-1 |     | 2-0 |
| 4    | KÍ Klaksvík        | 4   | 6 | 1 | 1 | 4 | 5  | 9  | -4   |  | KÍ Klaksvík                | 0-0 | 1-2 | 3-0 |     |

Phase finale

| Tour               | Club        | Aller | Total       | Retour | Club      |
| ------------------ | ----------- | ----- | ----------- | ------ | --------- |
| Huitième de finale | Sturm Graz  | 0-3   | 1-4         | 1-1    | Lille OSC |
| Quart de finale    | Aston Villa | 2-1   | 3-3 tab 4-3 | 1-2    | Lille OSC |

## Ligue des Champions 2024-2025
Troisième tour de qualification, « Voie de la Ligue »

| Club      | Aller | Total | Retour   | Club          |
| --------- | ----- | ----- | -------- | ------------- |
| Lille OSC | 2 - 1 | 3 - 2 | 1 - 1 ap | Fenerbahçe SK |

Barrage de la « Voie de la Ligue »

| Club      | Aller | Total | Retour | Club          |
| --------- | ----- | ----- | ------ | ------------- |
| Lille OSC | 2 - 0 | 3 - 2 | 1 - 2  | Slavia Prague |

Phase de championnat
| Club                       | Scores | Club                |
| -------------------------- | ------ | ------------------- |
| Sporting Clube de Portugal | 2 - 0  | Lille OSC           |
| Lille OSC                  | 1 - 0  | Real Madrid         |
| Atlético Madrid            | 1 - 3  | Lille OSC           |
| Lille OSC                  | 1 - 1  | Juventus FC         |
| Bologna FC                 | 1 - 2  | Lille OSC           |
| Lille OSC                  | 3 - 2  | SK Sturm Graz       |
| Liverpool FC               | 2 - 1  | Lille OSC           |
| Lille OSC                  | 6 - 1  | Feyenoord Rotterdam |

## Localisation géographique des adversaires
| \| Parme FC Deportivo La Corogne Olympiakos Le Pirée AEK Athènes Manchester U. ACF Fiorentina Borussia Dortmund Gloria Bistrița Aston Villa VfB Stuttgart Dinamo Minsk Slaven Belupo Uniao Leiria KRC Genk La Gantoise RSC Anderlecht Aachen VfL Wolfsburg Chelsea FC Liverpool FC Everton Shelbourne FC Zénith Saint-Pétersbourg FC Bâle AJ Auxerre Chakhtar Donetsk Rabotnički Skopje FK Sevojno Genoa Sparta Prague Slavia Prague Fenerbahçe FC Vaslui Trabzonspor CSKA Moscou FC Copenhague BATE Borisov Grasshopper Zurich FK Krasnodar Bayern Munich Celtic Glasgow Valence CF Villarreal CF Seville FC Inter Milan Milan AC PSV Eindhoven FK Qabala AFC Ajax SC Portugal Benfica FC Porto RB Salzbourg Levski Sofia HNK Rijeka S.Bratislava O.Ljubljana KÍ Klaksvík SK Sturm Graz Real Madrid \| Localisation des clubs rencontrés par le LOSC en Coupes d'Europe de l'UEFA. |
| Parme FC Deportivo La Corogne Olympiakos Le Pirée AEK Athènes Manchester U. ACF Fiorentina Borussia Dortmund Gloria Bistrița Aston Villa VfB Stuttgart Dinamo Minsk Slaven Belupo Uniao Leiria KRC Genk La Gantoise RSC Anderlecht Aachen VfL Wolfsburg Chelsea FC Liverpool FC Everton Shelbourne FC Zénith Saint-Pétersbourg FC Bâle AJ Auxerre Chakhtar Donetsk Rabotnički Skopje FK Sevojno Genoa Sparta Prague Slavia Prague Fenerbahçe FC Vaslui Trabzonspor CSKA Moscou FC Copenhague BATE Borisov Grasshopper Zurich FK Krasnodar Bayern Munich Celtic Glasgow Valence CF Villarreal CF Seville FC Inter Milan Milan AC PSV Eindhoven FK Qabala AFC Ajax SC Portugal Benfica FC Porto RB Salzbourg Levski Sofia HNK Rijeka S.Bratislava O.Ljubljana KÍ Klaksvík SK Sturm Graz Real Madrid                                                                                   |